# كوكاري
كوككاريون (Κοκκάριον) هي مدينة في ساموس في اليونان.